# Saturn-Apollo 8

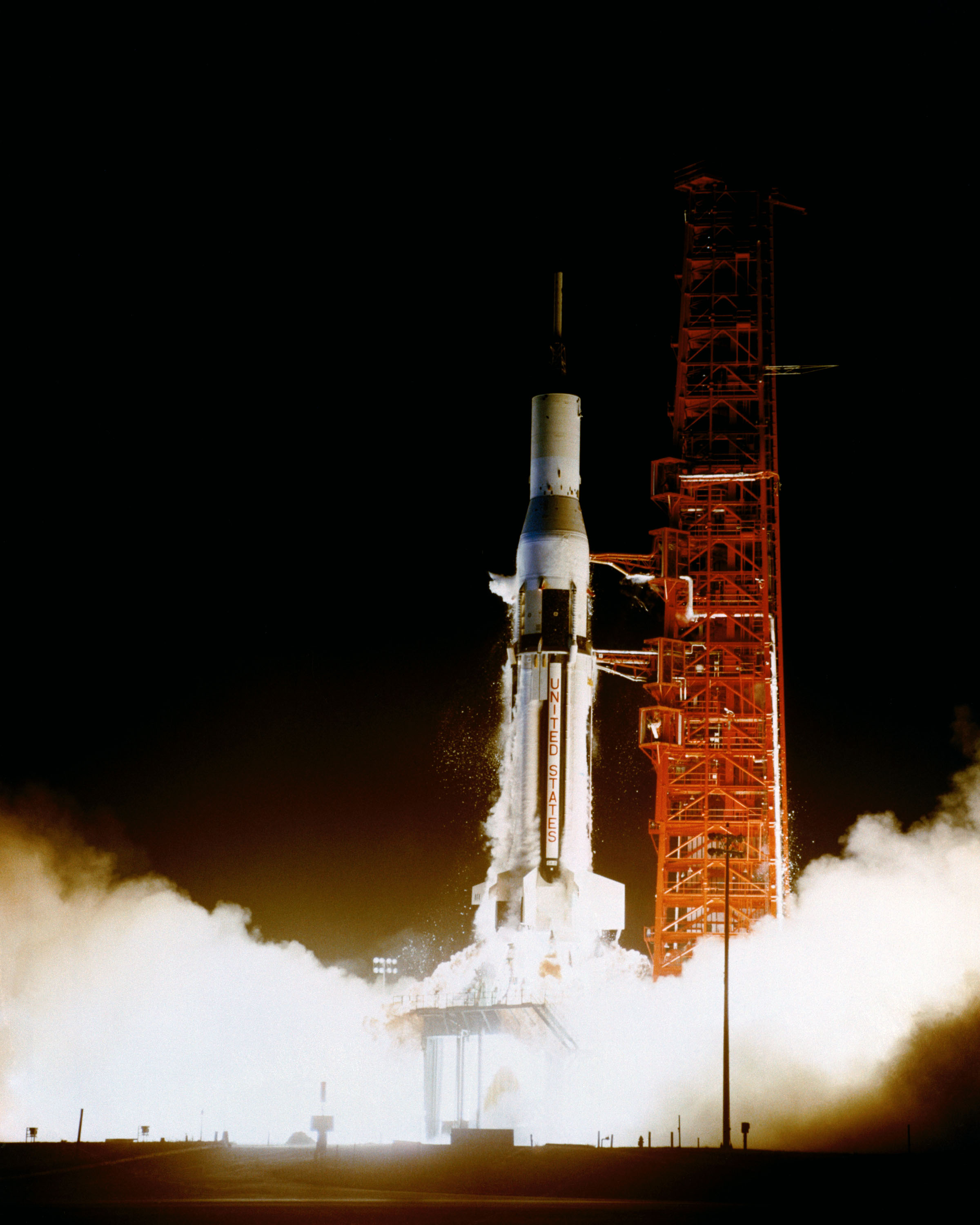
Start misji Saturn-Apollo 8

Saturn-Apollo 8 (A-104) – testowy lot z makietą statku Apollo (tzw. boilerplate) w ramach programu Apollo. Makieta nosiła oznaczenie BP-26. Na orbicie umieszczono satelitę Pegasus 2, który był transportowany w makiecie modułu serwisowego statku.

## Cele misji[3]
1. Ocena ilości mikrometeoroidów na niskiej orbicie okołoziemskiej.
2. Test działania satelity Pegasus.
3. Test termicznej powłoki ochronnej drugiego stopnia rakiety, IU (Instrument Unit) i łącznika modułu serwisowego (SMA).
4. Test separacji makiety statku Apollo od drugiego stopnia rakiety (S-IV/IU/SMA).
5. Test bezodrzutowego systemu usuwania odparowanego wodoru ze zbiorników drugiego stopnia rakiety (S-IV).

## Przebieg misji[3]
Piąta z kolei rakieta wersji Block 2 została wystrzelona o 07:35:01 UTC, 25 maja 1965 roku. Podczas odliczania wykryto dwie nieprawidłowości. Pierwsza wystąpiła, gdy parujący ciekły tlen okresowo zakłócał pracę teodolitu. Był to już drugi start, podczas którego parujący  tlen sprawiał kłopoty. Druga – gdy przewód odprowadzający gazowy wodór nie odłączył się samoczynnie w momencie startu. Rozłączenie nastąpiło dopiero w momencie odsuwania ramienia wieży startowej. Identyczna sytuacja zdarzyła się podczas startu Saturn-Apollo 7.
Był to drugi start po zakończeniu fazy testów. Podobnie jak poprzednia misja i ta miała na celu umieszczenie na orbicie satelity (Pegasus 2). Misja zakończyła się sukcesem – wszystkie zadania zostały zrealizowane. Niezawodność układu diagnostycznego wyniosła 99,4%. Start fotografowało 79 kamer naziemnych. Spośród nich trzy uległy awarii, w czwartej zawiódł zegar, a kolejne cztery dostarczały obraz z zegarem nienadającym się do odczytania. W 634,15 sekundzie lotu drugi stopień rakiety, IU i makieta statku Apollo zaczęły okrążać Ziemię. Osłona modułu dowodzenia (BPC) została oddzielona w 812,10 sekundzie lotu, dziesięć sekund po zapłonie silników drugiego stopnia rakiety.
Makieta statku Apollo krążyła po orbicie okołoziemskiej jeszcze przez ponad 24 lata. Spłonęła przy wejściu w atmosferę 8 lipca 1989.

### Pegasus[3]2
Satelita został umieszczony na orbicie bez problemów. Podobnie jak inne satelity serii Pegasus, nie odłączył się on od drugiego członu rakiety, lecz razem z nim krążył po orbicie. Pokładowy system telewizyjny przekazywał na Ziemię obraz podczas rozkładania paneli satelity. Panele zostały rozłożone, wszystkie systemy działały sprawnie, a parametry lotu mieściły się w normie. Ze względu na duże rozmiary, satelita zajmował zarówno przestrzeń w makiecie modułu serwisowego, jak i w drugim stopniu rakiety.

## Podsumowanie[3]
SA-8 był piątym startem ze stanowiska nr 37B na Przylądku Kennedy’ego na Florydzie oraz pierwszym nocnym startem rakiety Saturn I. Był to również czwarty lot kombinacji Saturn/Apollo. SA-8 to pierwszy lot z udziałem rakiety dostarczonej przez Chryslera. Ponieważ Chrysler miał opóźnienia, SA-8 znalazł się na stanowisku startowym dopiero 25 maja 1965 roku, podczas gdy Saturn-Apollo 9 (zbudowany w ośrodku NASA w Huntsville) 16 lutego. Był to pierwszy start, którego nie poprzedziły żadne przerwy w trakcie odliczania.
Trajektoria lotu różniła się od przewidywanej ze względu na zbyt duży ciąg silników pierwszego stopnia. Prędkość po wyłączeniu silników była większa od zakładanej o 21,8 m/s. Natomiast po wyłączeniu silników drugiego stopnia prędkość była o 0,5 m/s za mała. Praca silników członów S-I i S-IV była prawidłowa. Wszystkie systemy pracowały sprawnie. Obciążenie dynamiczne rakiety w czasie startu było zgodne z założeniami. Wibracje nie przekroczyły norm i były porównywalne z tymi, jakie obserwowano podczas poprzedniej misji Saturn-Apollo 9. Również systemy elektryczne działały prawidłowo podczas startu, jak i w fazie lotu orbitalnego. Nie zarejestrowano oscylacji wzdłużnych, tzw. efektu POGO (drgania podłużne rakiety spowodowane niestabilnością pracy silników).